# Hallonstenarnas naturreservat
Hallonstenarnas naturreservat är ett naturreservat i Österåkers kommun i Stockholms län.
Området är naturskyddat sedan 1973 och är 44 hektar stort. Reservatet omfattar större delen av Hallonstenarna i Stockholms skärgård. Reservatets består av skärgård, blandskog och barrskog.